# Antiaritmik
Ántiarítmik je zdravilo ali učinkovina, ki se uporablja za zdravljenje srčnih aritmij, kot so atrijska fibrilacija, atrijsko plapolanje, ventrikularna tahikardija in ventrikularna fibrilacija.
V skupino antiaritmikov spadajo raznovrstna zdravila z različnimi mehanizmi delovanja, kar otežuje njihovo razvrščanje. Pogosto se uporablja t. i. Singh-Vaughan-Williamsova razvrstitev v pet razredov glede na splošni učinek učinkovin.

## Singh-Vaughan-Williamsova razvrstitev
Singh-Vaughan-Williamsovo razvrstitev antiaritmikov so uvedli v 70-ih letih dvajsetega stoletja, ko je zdravnik Bramah Singh na univerzi v Oxfordu v laboratoriju dr. Vaughana Williamsa ugotovil, da imata amjodaron in sotalol antiaritmične lastnosti in spadata v ločeno skupino antiaritmičnih zdravil, ki jo je opredelil kot razred III.
Singh-Vaughan-Williamsova razvrstitev pozna pet razredov antiaritmikov:
- antiaritmiki razreda I – delujejo na natrijeve kanalčke
- antiaritmiki razreda II – zavirajo simpatično živčevje, večina učinkovin iz tega razreda je zaviralcev beta
- antiaritmiki razreda III – delujejo na izplavljanje kalijevih ionov iz srčnih mišic
- antiaritmiki razreda IV – delujejo na kalcijeve kanalčke in učinkujejo na preddvorno-prekatni vozel
- antiaritmiki razreda V – učinkovine z drugimi ali nepoznanimi mehanizmi delovanja

### Pregled antiaritmikov
| Razred | Opis                                                    | Primeri                                                                             | Mehanizem delovanja | Klinična uporaba pri srčnih boleznih |
| ------ | ------------------------------------------------------- | ----------------------------------------------------------------------------------- | --- | --- |
| Ia     | zaviralci hitrih kanalčkov, vplivajo na kompleks QRS    | - kinidin - prokainamid - dizopiramid                                               | zavirajo Na+-kanalčke (srednjedolga vezava na kanalčke)                                                                                      | - ventrikularne aritmije - preprečevanje paroksizmalne ponavljajoče se atrijske fibrilacije (povzroča jo prekomerna aktivnost živca klateža) - prokainamid pri Wolff-Parkinson-Whitovem sindromu - Increases QT interval |
| Ib     | pri prevelikem odmerjanju lahko podaljšajo kompleks QRS | - lidokain - fenitoin - meksiletin - tokaidin                                       | zavirajo Na+-kanalčke (hitra in kratkotrajna vezava)                                                                                         | - uporabljajo se za zdravljenje in preprečevanje srčne kapi (uporaba med kapjo ali takoj po njej), a lahko povzročijo asistolijo - ventrikularna tahikardija                                                             |
| Ic     |                                                         | - enkainid - flekainid - propafenon - moricizin                                     | zavirajo Na+-kanalčke (počasna in dolgotrajna vezava)                                                                                        | - preprečevanje paroksizmalne atrijske fibrilacije - ponavljajoča se tahiaritmija zaradi motenj prevodnega sistema - takoj po srčni kapi je njihova uporaba kontraindicirana                                             |
| II     | zaviralci beta                                          | - karvedilol - propranolol - esmolol - timolol - metoprolol - atenolol - bisoprolol | zavirajo betaadrenergične receptorje Propranolol izkazuje tudi določeno stopnjo delovanja kot učinkovine iz razreda I.                       | - zmanjšajo smrtnost po srčni kapi - preprečujejo ponovitve tahiaritmij - propranolol deluje tudi kot zaviralec natrijevih kanalčkov                                                                                     |
| III    |                                                         | - amjodaron - sotalol - ibutilid - dofetilid - dronedaron - E-4031                  | zavirajo K+-kanalčke Sotalol deluje tudi kot betaadrenergični zaviralec. Amjodaron izkazuje delovanje, značilno za razrede I, II, III in IV. | - pri Wolff-Parkinson-Whitovem sindromu - sotalol: ventrikularna tahikardija in atrijska fibrilacija - ibutilid: atrijsko plapolanje in atrijska fibrilacija                                                             |
| IV     | zaviralci počasnih kanalčkov                            | - verapamil - diltiazem                                                             | zaviralci Ca2+-kanalčkov | - preprečevanje ponovitve paroksizmalne supraventrikularne tahikardije - zmanjšajo ventrikularni ritem pri bolnikih z atrijsko fibrilacijo                                                                               |
| V      |                                                         | - adenozin - digoksin - magnezijev sulfat                                           | drugi ali nepoznani mehanizmi delovanja (neposredno zaviranje preddvorno-prekatnega vozla)                                                   | - supraventrikularne aritmije (zlasti pri srčnem popuščanju z atrijsko fibrilacijo) - kontraindicirani pri ventrikularnih aritmijah - magnezijev sulfat – pri torsades de pointes                                        |